# Åke Jönsson (fotbollsspelare)
Åke Börje Lennart "Sudden" Jönsson, född 26 juni 1925 i Raus församling, död 18 december 1998 i Helsingborg, var en svensk fotbollsspelare.
Jönsson representerade på klubbnivå Helsingborgs IF 1943–1944 och 1945–1958, och spelade sammanlagt 198 allsvenska matcher (53 mål) för klubben.
Åren 1951–1957 spelade Jönsson 11 A-landskamper (2 mål) för Sverige. Han var uttagen i Sveriges trupp till OS 1952, men spelade inga matcher i turneringen.
Mellan 1965 och 1968 var Jönsson tränare för sitt Helsingborg.